# Frank Lloyd
Frank Lloyd (Glasgow, 1886. február 2. – Santa Monica, 1960. augusztus 10.) kétszeres Oscar-díjas brit filmrendező.
Lloyd pályafutását Nagy-Britanniában kezdte színpadi színészként. 1910-ben Kanadába költözött, majd 1913-ban az Egyesült Államokba, ahol filmszínészként kezdett dolgozni. Utolsó szerepét 1916-ban a The Stronger Loveban játszotta, mert a későbbiekben átült a rendezői székbe.
Lloyd volt az első skót, aki Oscar-díjat nyert. Első aranyszobrát 1930-ban kapta a The Divine Ladyért. Ebben az évben a filmtörténelemben egyedülálló módon három filmjét is jelölték „legjobb rendező” díjra. A másik két film a Weary River és a Drag volt. Második Oscar-díját 1934-ben kapta a Kavalkád című filmért.
Alapítója volt az amerikai Filmművészeti és Filmtudományi Akadémiának, melynek 1934 és 1935 között elnöke is volt.

## Oscar-díj
- Oscar-díj
  - 1930 díj: legjobb rendező - The Divine Lady
  - 1934 díj: legjobb rendező - Kavalkád
  - 1930 jelölés: legjobb rendező - Weary River
  - 1930 jelölés: legjobb rendező - Drag
  - 1935 jelölés: legjobb rendező - Lázadás a Bountyn

## Jelentősebb filmjei
- 1945 - Vér a felkelő napon (Blood on the Sun)
- 1943 - Örökre és egy napra (Forever and a Day)
- 1935 - Lázadás a Bountyn (Mutiny on the Bounty)
- 1933 - Kavalkád (Cavalcade)
- 1929 - The Divine Lady
- 1922 - Twist Olivér (Twist Olivér)

## Fordítás
- Ez a szócikk részben vagy egészben  a   Frank_Lloyd című angol Wikipédia-szócikk fordításán alapul.  Az eredeti cikk szerkesztőit annak laptörténete sorolja fel. Ez a jelzés csupán a megfogalmazás eredetét és a szerzői jogokat jelzi, nem szolgál a cikkben szereplő információk forrásmegjelöléseként.

## További információ
- Frank Lloyd a PORT.hu-n (magyarul)
- Frank Lloyd az Internetes Szinkronadatbázisban (magyarul)
- Frank Lloyd az Internet Movie Database-ben (angolul)
- Frank Lloyd a Rotten Tomatoeson (angolul)

1. 1 2  Francia Nemzeti Könyvtár: BnF-források (francia nyelven). (Hozzáférés: 2015. október 10.)
2. 1 2  Német Nemzeti Könyvtár: Integrált katalógustár (Németország) (német nyelven). Integrált katalógustár (Németország) . (Hozzáférés: 2015. október 18.)
3. 1 2  SNAC (angol nyelven). (Hozzáférés: 2017. október 9.)
4. 1 2  filmportal.de. (Hozzáférés: 2017. október 9.)
5. ↑  Német Nemzeti Könyvtár: Integrált katalógustár (Németország) (német nyelven). Integrált katalógustár (Németország) . (Hozzáférés: 2014. december 10.)
6. ↑  Német Nemzeti Könyvtár: Integrált katalógustár (Németország) (német nyelven). Integrált katalógustár (Németország) . (Hozzáférés: 2014. december 30.)